# 布里塔妮·巴克斯特
布里塔妮·巴克斯特（英語：Brittany Baxter，1985年9月5日—），旧姓提姆科（Timko），加拿大足球运动员。她曾代表加拿大参加2008年和2012年夏季奥林匹克运动会足球比赛，获得一枚铜牌。